# Wai Ching Ho
Wai Ching Ho (Hong Kong, 16 de novembro de 1943) é uma atriz hongconguesa.
Ela interpreta Madame Gao no Universo Cinematográfico Marvel, nas webséries de televisão Demolidor, Punho de Ferro e Os Defensores.

## Filmografia selecionada

### Televisão
2001.  Law & Ordem: Criminal Intent. Jane Yu S01 E10 
|  | Ano  | Título         | Papel      | Notas       |
|  | ---- | -------------- | ---------- | ----------- |
|  | 2015 | Demolidor      | Madame Gao | 6 episódios |
|  | 2017 | Punho de Ferro | Madame Gao | 9 episódios |
|  | 2017 | Os Defensores  | Madame Gao | 6 episódios |

### Cinema
| Ano  | Título                   | Papel           | Notas |
| ---- | ------------------------ | --------------- | ----- |
| 1990 | Cadillac Man             | Esposa asiática |       |
| 2003 | Robot Stories            | Bernice         |       |
| 2010 | O Aprendiz de Feiticeiro | Mulher Chinesa  |       |
| 2012 | Premium Rush             | Irmã Chen       |       |
| 2015 | Tracers                  | Chen            |       |
| 2018 | Set It Up                | Mãe de Kirsten  |       |
| 2019 | Hustlers                 | Avó de Destino  |       |